# Elecciones regionales de la Región del Biobío de 2024
Las elecciones regionales de Biobío de 2024 se realizaron el 27 de octubre de dicho año, así como en todo Chile, para elegir al gobernador y a los consejeros regionales, quienes son responsables de la administración a nivel regional.

## Sistema electoral

### Gobernador
El gobernador regional es elegido por sufragio universal, en un sistema de segunda vuelta. El margen para resultar electo en la primera ronda de votación es un 40 % de los votos válidamente emitidos. Si ninguna candidatura logra cruzar el margen, hay una segunda vuelta entre las dos más votadas.
Dura cuatro años en el ejercicio de sus funciones y puede ser reelegido como máximo en una ocasión.

### Consejo Regional
Los consejeros regionales son elegidos mediante representación proporcional. Cada una de las provincias que componen la región elegirán sus propios consejeros. Se divide en 5 circunscripciones provinciales: Arauco, Biobío, Concepción 1 (Tomé, Penco, Hualpén y Talcahuano), Concepción 2 (Chiguayante, Concepción y Florida) y Concepción 3 (San Pedro de la Paz, Coronel, Lota, Hualqui y Santa Juana)
| Circunscripción provincial | Número de consejeros |
| -------------------------- | -------------------- |
| Arauco                     | 4                    |
| Biobío                     | 6                    |
| Concepción 1               | 6                    |
| Concepción 2               | 6                    |
| Concepción 3               | 6                    |
| TOTAL                      | 28                   |

## Resultados

### Gobernador

#### Primera vuelta
|  | 24,57 % |

|  | 19,26 % |

|  | 18,49 % |

|  | 12,14 % |

|  | 10,86 % |

|  | 9,25 % |

|  | 5,42 % |

|  | 80,09 % |

|  | 11,55 % |

|  | 8,36 % |

|  | 100 % |

|  | 87,56 % |

### Consejeros Regionales

#### Arauco
| Coalición              | Coalición              | Coalición                                 | Candidatos             | Votos   | %      | Concejales electos                                                |
| ---------------------- | ---------------------- | ----------------------------------------- | ---------------------- | ------- | ------ | ----------------------------------------------------------------- |
|                        |                        | Contigo Chile Mejor (6 listas)            | 9                      | 40.328  | 38,08% | - Leonidas Peña Henríquez (PC)                                    |
|                        |                        | Partido de la Gente e Independientes      | 1                      | 3.519   | 3,39%  |                                                                   |
|                        | Centro Democrático     | Centro Democrático                        | 4                      | 6.323   | 6,09%  |                                                                   |
|                        |                        | Republicanos e Independientes             | 4                      | 13.290  | 13,89% | - Ángelo Millamán López                                           |
|                        |                        | Partido Social Cristiano e Independientes | 4                      | 7.439   | 7,17%  |                                                                   |
|                        |                        | Chile Vamos (2 listas)                    | 8                      | 32.844  | 31,65% | - Cristian Medina Cea (UDI) - Christopher Gengnagel Carrasco (RN) |
| Total de votos válidos | Total de votos válidos | Total de votos válidos                    | Total de votos válidos | 103.743 | 79,53% | 79,53%                                                            |
| Votos nulos            | Votos nulos            | Votos nulos                               | Votos nulos            | 12.776  | 9,79%  | 9,79%                                                             |
| Votos en blanco        | Votos en blanco        | Votos en blanco                           | Votos en blanco        | 13.930  | 10,68% | 10,68%                                                            |

#### Biobío
| Coalición              | Coalición                    | Coalición                                 | Candidatos             | Votos   | %      | Concejales electos                                                                                            |
| ---------------------- | ---------------------------- | ----------------------------------------- | ---------------------- | ------- | ------ | --- |
|                        | Izquierda Ecologista Popular | Izquierda Ecologista Popular              | 3                      | 7.576   | 3,26   | |
|                        |                              | Contigo Chile Mejor (5 listas)            | 22                     | 88.987  | 38,24% | - Juan Carlos Villanueva Cabas (PDC) - Roberts Cordova Bustos (Ind-PS) - Juan Carlos Medina Martínez (Ind-PR) |
|                        |                              | Partido de la Gente e Independientes      | 1                      | 9.825   | 4,22%  | |
|                        | Centro Democrático           | Centro Democrático                        | 5                      | 14.023  | 6,03%  | |
|                        |                              | Republicanos e Independientes             | 4                      | 34.844  | 14,97% | - María Elena Núñez Ramírez                                                                                   |
|                        |                              | Partido Social Cristiano e Independientes | 5                      | 12.329  | 5,30%  | |
|                        |                              | Chile Vamos (3 listas)                    | 15                     | 65.127  | 27,99% | - Enrique Krause Lobos (UDI) - Ignacio Fica Espinoza (RN)                                                     |
| Total de votos válidos | Total de votos válidos       | Total de votos válidos                    | Total de votos válidos | 232.711 | 73,24% | 73,24% |
| Votos nulos            | Votos nulos                  | Votos nulos                               | Votos nulos            | 42.745  | 13,45% | 13,45% |
| Votos en blanco        | Votos en blanco              | Votos en blanco                           | Votos en blanco        | 42.279  | 13,31% | 13,31% |

#### Concepción I
Contempla las comunas de Hualpén, Talcahuano, Penco y Tomé
| Coalición              | Coalición                    | Coalición                                 | Candidatos             | Votos   | %      | Concejales electos                                                      |
| ---------------------- | ---------------------------- | ----------------------------------------- | ---------------------- | ------- | ------ | ----------------------------------------------------------------------- |
|                        | Izquierda Ecologista Popular | Izquierda Ecologista Popular              | 6                      | 12.593  | 6,58   |                                                                         |
|                        |                              | Contigo Chile Mejor (6 listas)            | 31                     | 74.262  | 38,78% | - Jaime Peñailillo Garrido (Ind-PS) - Marcelo Rivera Arancibia (Ind-PR) |
|                        |                              | Partido de la Gente e Independientes      | 3                      | 10.049  | 5,25%  |                                                                         |
|                        | Centro Democrático           | Centro Democrático                        | 5                      | 10.899  | 5,69%  |                                                                         |
|                        |                              | Republicanos e Independientes             | 5                      | 28.630  | 14,95% | - Luis Santibáñez Bastidas - Enzo Parra Moscoso                         |
|                        |                              | Partido Social Cristiano e Independientes | 5                      | 19.953  | 10,42% | - Pedro Seguel Monsalve                                                 |
|                        |                              | Chile Vamos (3 listas)                    | 9                      | 35.068  | 18,32% | - Larry Sandoval Lara (UDI)                                             |
| Total de votos válidos | Total de votos válidos       | Total de votos válidos                    | Total de votos válidos | 191.454 | 72,61% | 72,61%                                                                  |
| Votos nulos            | Votos nulos                  | Votos nulos                               | Votos nulos            | 43.831  | 16,62% | 16,62%                                                                  |
| Votos en blanco        | Votos en blanco              | Votos en blanco                           | Votos en blanco        | 28.392  | 10,77% | 10,77%                                                                  |

#### Concepción II
Contempla las comunas de Concepción, Chiguayante, Florida
| Coalición              | Coalición                    | Coalición                                 | Candidatos             | Votos   | %      | Concejales electos                                   |
| ---------------------- | ---------------------------- | ----------------------------------------- | ---------------------- | ------- | ------ | ---------------------------------------------------- |
|                        | Izquierda Ecologista Popular | Izquierda Ecologista Popular              | 6                      | 12.729  | 7,25   |                                                      |
|                        |                              | Contigo Chile Mejor (6 listas)            | 25                     | 54.073  | 30,08% | - Pedro Venegas Castro (PDC)                         |
|                        |                              | Partido de la Gente e Independientes      | 6                      | 10.086  | 5,74%  |                                                      |
|                        | Centro Democrático           | Centro Democrático                        | 5                      | 16.034  | 9,13%  | - Alan Bastías Urrutia (Demócratas)                  |
|                        |                              | Republicanos e Independientes             | 5                      | 30.534  | 17,39% | - Claudio Lapostol Vargas - Yasna Jaramillo Riquelme |
|                        |                              | Partido Social Cristiano e Independientes | 5                      | 21.977  | 12,52% | - Yanina Contreras Álvarez                           |
|                        |                              | Chile Vamos (3 listas)                    | 12                     | 30.170  | 17,18% | - Patricio Kuhn Artigues (UDI)                       |
| Total de votos válidos | Total de votos válidos       | Total de votos válidos                    | Total de votos válidos | 175.603 | 73,26% | 73,26%                                               |
| Votos nulos            | Votos nulos                  | Votos nulos                               | Votos nulos            | 39.855  | 16,63% | 16,63%                                               |
| Votos en blanco        | Votos en blanco              | Votos en blanco                           | Votos en blanco        | 24.255  | 10,12% | 10,12%                                               |

#### Concepción III
Contempla las comunas de Coronel, Hualqui, Lota, San Pedro de la Paz, Santa Juana
| Coalición              | Coalición              | Coalición                                 | Candidatos             | Votos   | %      | Concejales electos                                                                        |
| ---------------------- | ---------------------- | ----------------------------------------- | ---------------------- | ------- | ------ | ----------------------------------------------------------------------------------------- |
|                        |                        | Contigo Chile Mejor (6 listas)            | 24                     | 76.232  | 42,82% | - Tamara Concha Cabrera (PC) - Gonzalo Osorio Rioseco (FA) - Francisco Reyes Aguayo (PPD) |
|                        |                        | Partido de la Gente e Independientes      | 1                      | 9.971   | 5,60%  |                                                                                           |
|                        | Centro Democrático     | Centro Democrático                        | 6                      | 13.583  | 7,63%  |                                                                                           |
|                        |                        | Republicanos e Independientes             | 3                      | 27.184  | 15,27% | - Américo Mondaca Daza                                                                    |
|                        |                        | Partido Social Cristiano e Independientes | 6                      | 15.956  | 8,96%  | - Andrés Arroyo Muñoz                                                                     |
|                        |                        | Chile Vamos (3 listas)                    | 14                     | 35.120  | 19,73% | - Anselmo Peña Rodríguez (RN)                                                             |
| Total de votos válidos | Total de votos válidos | Total de votos válidos                    | Total de votos válidos | 178.046 | 73,02% | 73,02%                                                                                    |
| Votos nulos            | Votos nulos            | Votos nulos                               | Votos nulos            | 38.374  | 15,74% | 15,74%                                                                                    |
| Votos en blanco        | Votos en blanco        | Votos en blanco                           | Votos en blanco        | 27.400  | 11,24% | 11,24%                                                                                    |